# Orwell (Ohio)
Orwell è un comune degli Stati Uniti d'America della contea di Ashtabula nello Stato dell'Ohio. La popolazione era di 1,660 persone al censimento del 2010.

## Geografia fisica
Orwell è situata a 41°31′54″N 80°51′34″W (41.531648, -80.859488).
Secondo lo United States Census Bureau, ha un'area totale di 1,97 miglia quadrate (5,10 km²).

## Storia
Un ufficio postale chiamato Orwell è stato in funzione dal 1826. Il nome Orwell deriva da Orwell, nel Vermont, la città natale del primo colono.

## Società

### Evoluzione demografica
Secondo il censimento del 2010, c'erano 1,660 persone.

### Etnie e minoranze straniere
Secondo il censimento del 2010, la composizione etnica della città era formata dal 94,7% di bianchi, l'1,3% di afroamericani, lo 0,4% di nativi americani, lo 0,2% di asiatici, lo 0,2% di altre etnie, e il 3,1% di due o più etnie. Ispanici o latinos di qualunque etnia erano lo 0,7% della popolazione.